# Stellan Fagrell
Karl Stellan Fagrell, född 21 juli 1943 i Lidköpings församling i Skaraborgs län, död 30 april 2022 i Kårböle distrikt i Gävleborgs län, var en svensk militär.

## Biografi
Fagrell avlade officersexamen 1970 och utnämndes samma år till fänrik vid Vaxholms kustartilleriregemente, där han befordrades till löjtnant 1972 och till kapten 1973. Han studerade vid Militärhögskolan 1976–1979, tjänstgjorde vid Försvarsstaben 1979–1986 och vid Försvarets materielverk 1980–1983 samt befordrades till major 1981. Han gick Tekniska kursen på Marinlinjen vid Militärhögskolan och befordrades till överstelöjtnant 1985, varpå han var chef för Minbataljonen vid Vaxholms kustartilleriregemente 1986–1989. Åren 1989–1992 tjänstgjorde han vid Försvarets materielverk, varefter han 1992–1993 studerade vid Naval War College. Han befordrades till överste 1993, var stabschef i Marinmaterielledningen vid Försvarets materielverk 1993–1995, studerade vid Försvarshögskolan 1994 och var ställföreträdande chef för Ostkustens marinkommando 1995–1997. År 1997 befordrades han till överste av första graden, varpå han var kustartilleriinspektör och chef för Kustartillericentrum 1997–1998. Han var 1998–2001 ställföreträdande chef för Marincentrum (namnändrat till Marinens taktiska kommando 2000) tillika ställföreträdande generalinspektör för marinen, varpå han 2001–2003 var chefsingenjör för sjöstridssystem vid Försvarets materielverk.
Stellan Fagrell invaldes 1990 som ledamot av Kungliga Örlogsmannasällskapet.